# Acosmeryx obscura
Acosmeryx obscura är en fjärilsart som beskrevs av Dupont 1941. Acosmeryx obscura ingår i släktet Acosmeryx och familjen svärmare. Inga underarter finns listade i Catalogue of Life.